# Dean Barkley
Dean M. Barkley (ur. 31 sierpnia 1950) – amerykański polityk ze stanu Minnesota, działaczem Niezależnej Partii Minnesoty oraz, przez dwa miesiące, senatorem. Barkley ukończył studia prawnicze na uniwersytecie stanowym.
Początkowo zaangażowany był w działalności Partii Reform Minnesoty, z której ramienia w roku 1998 Jesse Ventura został wybrany gubernatorem stanu. Barkley był szefem jego udanej kampanii wyborczej, dzięki czemu Ventura mianował go po objęciu urzędu w styczniu 1999 roku dyrektorem Office of Strategic and Long Range Planning. Zanim Barkley wszedł w skład stanowego rządu bezskutecznie ubiegał się o miejsce w Izbie Reprezentantów (1992) oraz Senacie (1994 i 1996).
Po nagłej śmierci w katastrofie lotniczej ubiegającego się o ponowny wybór senatora demokraty Paula Wellstone'a 25 października 2002 roku gubernator Ventura oświadczył, że nie będzie mianował nowej osoby na jego miejsce na czas dokończenia kadencji Wellstone'a w styczniu następnego roku, ale rychło rozmyślił się i nowym senatorem mianował Barkleya, co spotkało się z silną krytyką.
W czasie swojej krótkiej, bo ledwie dwumiesięcznej, kadencji w Senacie Barkley oddał decydujący głos za uchwaleniem aktu bezpieczeństwa krajowego.
Po odejściu na emeryturę Barkley pracuje jako szef kampanii niezależnego kandydata na gubernatora Teksasu Kinky Friedmana. Przedtem pełnił funkcję doradcy u Arianny Huffington w czasie wyborów na gubernatora Kalifornii w roku 2003.
Żonaty z Susan Barkley.